# Абдуалиев, Акан Жылкышыбаевич
Акан Жылкышыбаевич Абдуалиев (каз. Ақан Жылқышыбайұлы Әбдуәлі; род. 16 ноября 1975, Жамбылский район, Алма-Атинская область, Казахская ССР) — казахстанский традиционный певец, музыкальный педагог, заслуженный деятель Казахстана (2011).
Ректор Казахской Национальной академии искусств им. Т. Жургенова (с 29 августа 2019 по 18 июня 2021 года).

## Биография
Родился в 17 ноября 1975 году в селе Шиен Жамбылского района Алматинской области.
В 2005 году окончил Казахскую национальную консерваторию им. Курмангазы по специальности — артист, преподаватель, в 2012 году Алматинскую академию экономики и статистики, по специальности бакалавр экономики.
Трудовую деятельность начал вокалистом филармонии им. Суюнбая города Талдыкорган Алматинской области.
С 1996 по 2002 годы — солист Алматинской областной филармонии имени Суюнбая, город Талдыкорган.
С 2003 по 2004 годы — солист-инструменталист РГКП «Казахконцерт», город Алматы.
С 2005 по 2007 годы — преподаватель эстрадно-циркового колледжа имени Ж.Елебекова.
С 2007 по 2008 годы — преподаватель Казахская национальная консерватория имени Курмангазы.
С 2008 по 2015 годы — заместитель директора, и. о. директора Республиканская казахская специализированная музыкальная школа-интернат для одарённых детей им. А. К. Жубанова.
С январь 2015 по май 2016 годы — директор РГКП «Казахской государственной филармонии им. Жамбыла».
С 1 июня 2016 по 29 августа 2018 годы — и. о. руководителя управления культуры, архивов и документации Алматинской области, город Талдыкорган.
С 29 августа 2018 по 29 августа 2019 годы — заместитель акима Алматинской области, город Талдыкорган.
С 29 августа 2019 по 18 июня 2021 годы — ректор Казахской Национальной академии искусств им. Т. Жургенова.
С 18 июня 2021 года — председатель Комитета по культуре Министерства культуры и спорта РК;

## Награды
- Указом Президента Республики Казахстан присвоено почётное звание «Қазақстанның еңбек сіңірген қайраткері» за заслуги в казахском традиционном песенном искусстве (7 декабря 2011 года);[6]
- Лауреат Государственной молодёжной премии «Дарын» (2004 года);
- Медаль имени «Ыбырай Алтынсарин» от МОН РК (2009);
- Правительственные медали, в том числе:
  - Медаль «10 лет независимости Республики Казахстан» (2001);
  - Медаль «20 лет независимости Республики Казахстан» (2011);
  - Медаль «20 лет Конституции Республики Казахстан» (2015);
  - Юбилейная медаль «20 лет Ассамблеи народа Казахстана» (2015);
  - Медаль «25 лет независимости Республики Казахстан» (2016);
  - Юбилейная медаль «20 жыл Астана» (2018);
  - Юбилейная медаль «25 лет Конституции Республики Казахстан» (2021) и др.
- Почётный знак «За заслуги в развитии культуры и искусства» (27 марта 2017 года, Межпарламентская ассамблея СНГ) — за значительный вклад в формирование и развитие общего культурного пространства государств — участников Содружества Независимых Государств, в реализацию идей сотрудничества в сфере культуры и искусства[7].